# Pauselijke Bijbelcommissie
De Pauselijke Bijbelcommissie is een commissie van kardinalen die in Rome bijeenkomt om zich met exegese van de Heilige Schrift bezig te houden. De instelling is voortgekomen aan de - geheel aan de Bijbel gewijde - encycliek Providentissimus Deus van paus Leo XIII. De eerste commissie, die in 1902 bijeenkwam, bestond uit drie kardinalen en twaalf adviseurs.
De werkwijze van de commissie is als volgt. De kardinalen die deel uitmaken van de commissie stellen vragen op over bepaalde Bijbelplaatsen. Deze vragen worden door de adviseurs beantwoord. De antwoorden worden vervolgens in de Commissie besproken. Ook wordt er vaak over bepaalde interpretaties gestemd. Uiteindelijk wordt een voorstel voor de authentieke interpretatie van een bepaalde Bijbelpassage gezonden aan de paus. Deze stelt vervolgens de interpretatie vast, of stuurt - indien hij het niet eens is met de interpretatie - het werk terug aan de Commissie. De Commissie was oorspronkelijk ook bedoeld als een tegenwicht tegen de moderne Bijbelexegese die met name in Duitsland tot ontwikkeling was gekomen. Onder Leo's opvolger - paus Pius X - kreeg de Bijbelcommissie een belangrijke rol in het bestrijden van modern geachte uitingen van Bijbelexegese.
Sinds de apostolische constitutie Praedicate Evangelium van paus Franciscus valt de Pauselijke Bijbelcommissie onder de dicasterie voor de Geloofsleer. De prefect van deze dicasterie is tevens - ex officio - voorzitter van de Bijbelcommissie.
In 2014 benoemde paus Franciscus de eerste vrouwen als lid van de commissie.De Belgische professor Bénédicte Lemmelijn werd in februari 2021 aangesteld als lid. In maart 2021 werd Nuria Calduch-Benages de eerste vrouwelijke secretaris van de Bijbelcommissie.
| Voorzitter van de commissie | Voorzitter van de commissie       |
| --------------------------- | --------------------------------- |
| 1902 - 1913                 | Mariano Rampolla del Tindaro      |
| 1914 - 1932                 | Willem Marinus van Rossum C.Ss.R. |
| 1932 - 1937                 | Gaetano Bisleti                   |
| 1938 - 1971                 | Eugène Tisserant                  |
| 1971 - 1981                 | Franjo Šeper                      |
| 1981 - 2005                 | Joseph Ratzinger                  |
| 2005 - 2012                 | William Joseph Levada             |
| 2012 - 2017                 | Gerhard Ludwig Müller             |
| 2017 - 2023                 | Luis Ladaria Ferrer               |
| 2023 - heden                | Víctor Manuel Fernández           |